# Mapania maschalina
Mapania maschalina är en halvgräsart som beskrevs av Johannes Hendrikus Kern. Mapania maschalina ingår i släktet Mapania och familjen halvgräs. Inga underarter finns listade i Catalogue of Life.